# Feels Good to Me
Feels Good to Me, pubblicato dalla E.G. Records nel 1978, è l’album di debutto del gruppo fusion angloamericano Bruford.
La cantante jazz Annette Peacock è ufficialmente parte della formazione solo su quest'album. Il trombettista canadese Kenny Wheeler vi compare invece come ospite.
Dopo la pubblicazione di questo disco, Bill Bruford e Allan Holdsworth formarono con Eddie Jobson e John Wetton il gruppo di rock progressivo UK dal quale sarebbero poi usciti l'anno seguente. I due si ritrovarono con Jeff Berlin e Dave Stewart nel 1979, sul secondo album dei Bruford: One of a Kind.

## Tracce
Testi e musiche di Bill Bruford eccetto dove indicato.
Lato A
1. Beelzebub (strumentale) – 3:28
2. Back to the Beginning – 7:26
3. Seems Like a Lifetime Ago (part 1) – 2:32
4. Seems Like a Lifetime Ago (part 2) – 4:34
5. Sample and Hold (strumentale) – 5:19 (musica: Bruford, Dave Stewart)

Lato B
1. Feels Good to Me (strumentale) – 3:58
2. Either End of August (strumentale) – 5:30
3. If You Can’t Stand the Heat... (strumentale) – 3:28 (musica: Bruford, Stewart)
4. Springtime in Siberia (strumentale) – 2:42 (musica: Bruford, Stewart)
5. Adios a la Pasada (Goodbye to the Past) – 8:50 (Bruford, Annette Peacock)

## Formazione
Gruppo
- Bill Bruford – batteria
- Allan Holdsworth – chitarra elettrica
- Dave Stewart – tastiere
- Jeff Berlin – basso elettrico
- Annette Peacock – voce (tracce A2-A4, B10)

Ospiti
- Kenny Wheeler – flicorno